# Podgrodzie (Ukraina)
Podgrodzie (ukr. Підгороддя) – wieś na Ukrainie w obwodzie iwanofrankiwskim (rejon rohatyński), nad Gniłą Lipą. Liczy 525 mieszkańców.
Założone w 1560. Za II Rzeczypospolitej Podgrodzie było miasteczkiem i siedzibą gminy Podgrodzie (do 1934), a następnie miejscowością w gminie Rohatyn w powiecie rohatyńskim w województwie stanisławowskim. W 1921 roku liczyło 855 mieszkańców.